# Sven Olof Andersson
Sven Olof Andersson, född 5 november 1921 i Stora Tuna församling,  död där (Borlänge) 20 mars 2017, var en svensk konsthantverkare.
Andersson utbildade sig vid en verkstadsskola 1935-1949. Efter studierna etablerade han en egen verkstad i Borlänge 1949 där han huvudsakligen tillverkade mindre träföremål. Han tilldelades Borlänge kommuns kulturpris 1965 och var kungastipendiat 1966. Andersson är representerad vid Dalarnas museum i Falun, Nationalmuseum i Stockholm, Röhsska museet i Göteborg (inköp 1965), Örebro läns museum och Sundsvalls museum (inköp 1968).
Från tillgångarna som Andersson och hans hustru testamenterade till Borlänge kommun instiftades 2019 Sven Olof och Ulla Anderssons stipendium som delas ut för att främja finsnickeriet.